# Cave Story (banda)
Cave Story é uma banda portuguesa de rock profissional formada em 2013, nas Caldas da Rainha. A banda é composta por Gonçalo Formiga (voz, guitarra, produção), Ricardo Mendes (bateria), José Sousa (samplers, guitarra) e Bia Diniz (baixo).
- Demos (EP, 2013)
- Richman (Single, 2014)
- Spider Tracks (EP, 2015)
- Garden Exit (EP, 2016)
- West (LP, 2016)
- Le Temps de l'Amour (versão de Françoise Hardy, Single, 2017)
- Punk Academics (LP, 2018)
- The Town (EP, 2021)

- T(H)REE - A musical Journey From Portugal to Asia (Omnichord Records, 2017)[3]